# Makokwe
Makokwe – wieś w Botswanie w dystrykcie Southern. Według spisu ludności z 2011 roku wieś liczyła 137 mieszkańców.